# Ptygura cristata
Ptygura cristata är en hjuldjursart som först beskrevs av Murray 1913.  Ptygura cristata ingår i släktet Ptygura och familjen Flosculariidae. Inga underarter finns listade i Catalogue of Life.